# Гейс Джонс
Гейс Венделл Джонс (англ. Hayes Wendell Jones; нар. 4 серпня 1938) — американський легкоатлет, який спеціалізувався в бігу з бар'єрами.

## Із життєпису
Олімпійський чемпіон з бігу на 110 метрів з бар'єрами (1964). Бронзовий олімпійський призер у цій дисципліні на Іграх-1960.
Дворазовий чемпіон Панамериканських ігор з бігу на 110 метрів з бар'єрами та в естафеті 4×100 метрів (1959).
Переможець легкоатлетичних матчів СРСР-США (1959, 1961).
Багаторазовий чемпіон США.
Ексрекордсмен світу в естафеті 4×100 метрів.
Джонсу належить серія 55 перемог поспіль у змагальних стартах в приміщенні, яка тривала з березня 1959 до завершення його кар'єри у 1964.
Відзначався вмінням швидко стартувати.
По завершенні спортивної кар'єри два роки очолював департамент парків та відпочинку в уряді Нью-Йорка, після чого працюював у приватному бізнесі.

## Основні міжнародні виступи
| Рік  | Змагання             | Місто       | Місце | Дисципліна | Примітки         |
| ---- | -------------------- | ----------- | ----- | ---------- | ---------------- |
| 1959 | Матч СРСР-США        | Філадельфія | 1     | 110 м з/б  |                  |
| 1959 | Панамериканські ігри | Чикаго      | 1     | 110 м з/б  |                  |
| 1959 | 1                    | 4×100 м     |       |            |                  |
| 1960 | Олімпійські ігри     | Рим         | 3     | 110 м з/б  | Відео на YouTube |
| 1961 | Матч СРСР-США        | Москва      | 1     | 110 м з/б  |                  |
| 1961 | 1                    | 4×100 м     |       |            |                  |
| 1964 | Олімпійські ігри     | Токіо       | 1     | 110 м з/б  | Відео на YouTube |